# 1 500 mètres masculin aux Jeux olympiques de 1900 (athlétisme)
Pour un article plus général, voir Athlétisme aux Jeux olympiques de 1900.
Navigation
Athènes 1896 Saint-Louis 1904
L'épreuve du 1 500 mètres masculin aux Jeux olympiques de 1900 s'est déroulée le 15 juillet 1900 à la Croix-Catelan à Paris, en France. Elle est remportée par le Britannique Charles Bennett.

## Résultats

### Finale
| Rang                                | Athlète                    | Pays            | Temps        | Notes |
| ----------------------------------- | -------------------------- | --------------- | ------------ | ----- |
| Médaille d'or, Jeux olympiques      | Charles Bennett            | Grande-Bretagne | 4 min 06 s 2 |       |
| Médaille d'argent, Jeux olympiques  | Henri Deloge               | France          | 4 min 06 s 6 |       |
| Médaille de bronze, Jeux olympiques | John Bray                  | États-Unis      | 4 min 07 s 2 |       |
| 4                                   | David Hall                 | États-Unis      | 4 min 07 s 5 |       |
| 5                                   | Christian Christensen (en) | Danemark        | Inconnu      |       |
| 6                                   | Hermann Wraschtil (en)     | Autriche        | Inconnu      |       |
| 7                                   | Ondřej Pukl (en)           | Bohême          | Inconnu      |       |
| 7                                   | John Rimmer                | Grande-Bretagne | Inconnu      |       |
| 7                                   | Louis Segondi (en)         | France          | Inconnu      |       |